# Radnice v Uherském Brodě
Uherskobrodská radnice nacházející se na Masarykově náměstí je renesančně a barokně přestavěnou – původně pozdně gotickou – budovou, která představuje nejen společenskou i architektonickou dominantu města, ale také symbol jeho staleté samosprávy.

## Historie
Původně se jednalo o šlechtický dům, který zpočátku náležel městskému písaři Pavlovi Makovcovi. Pak dům postupně drželi Mariana Beřkovská ze Šebířova, manželka pana Arkleba z Kunovic, Václav Kokorský z Kokor a Lev Vilém z Kounic. V roce 1702 šlechtický dům městu prodal hrabě Dominik Ondřej z Kounic, protože jej město chtělo přeměnit na radnici. Závažnou slohovou přestavbu (nástavba věže, interiérové úpravy, přefasádování) nejpravděpodobněji provedl Michal Kravaň a jeho syn Pavel. Jiný zdroj uvádí, že stavbu v letech 1703-1715 prováděl stavitel Michael Graváni.
O samostatném budovaní stavby se nezachovaly žádné písemné zmínky. Nicméně roku 1715 byla radniční budova dokončena vyzvednutím sochy Spravedlnosti. Od této doby se dochoval půdorys radnice až do dneška. Věžní hodiny zhotovil roku 1723 František Lang. V roce 1898 byla na věž radnice umístěna soška Černého Janka.
V roce 1930 byla provedena oprava budovy radnice firmou místního stavitele Stanislava Kotka za dohledu Státního památkového úřadu v Brně. Při obnově fasády byl odkryt původní gotický kamenný oblouk zaniklého podloubí, který je na budově radnice dodnes patrný. V době osvobozovacích bojů Uherského Brodu z konce 2. světové války byla v dubnu roku 1945 zničena socha Spravedlnosti. Uherskobrodská radniční budova byla v roce 1958 prohlášena kulturní památkou ČR. Na přelomu 80. a 90. let 20. století byla provedena komplexní rekonstrukce celého objektu podle projektu SÚRPMO Brno. Poslední úpravy radnice proběhly roku 2016.

## Zajímavosti
Pod přední částí budovy se nacházejí rozsáhlé podzemní prostory jako součást sítě chodeb pod středem starého města. V budově radnice jsou umístěny také astronomické hodiny uherskobrodského rodáka Vilibalda Růžičky. Radniční věž je 53 metrů vysoká.